# Andrei Tjerkasov
Andrei Tjerkasov (ryska: Андрей Геннадьевич Черкасов), född den 4 april 1970 i Ufa, Basjkirien, Sovjetunionen, är en sovjetisk och därefter rysk tennisspelare.
Han tog OS-brons i herrarnas singelturnering i samband med de olympiska tennisturneringarna 1992 i Barcelona.